# Dong Yansheng
Dong Yansheng (en chino:董燕生; Pekín, 6 de julio de 1937-Pekín, 2 de enero de 2024) fue un hispanista, cervantista, ensayista y traductor chino.

## Trayectoria
Catedrático de la Universidad de Lenguas Extranjeras de Pekín y presidió la Asociación Asiática de Hispanistas desde 2007.
Autor de numerosas traducciones, ensayos y manuales de enseñanza de referencia; desde los años 80 escribió textos sobre enseñanza del español, por ejemplo El español y El español moderno. De Cervantes ha traducido El ingenioso hidalgo Don Quijote de la Mancha, Poesía y teatro, Viaje del Parnaso, El trato de Argel y El cerco de Numancia, además de El señor Presidente, de Miguel Ángel Asturias. También ha traducido del mandarín al español: Sorgo rojo, de Mo Yan; El arroyo de los nueve recodos, de Ye Wenling; El Gastrónomo, de Lu Wenfu o la Colección de cuentos chinos contemporáneos.
Tras tres años de trabajo, publicó en 1995 la primera traducción directa del Quijote al mandarín clásico, que revisó en una segunda edición en 2006. Su trabajo fue reconocido en 2000 con la Encomienda de la Orden de Isabel la Católica, entre otras distinciones como la concesión de la Orden de las Artes y las Letras de España, el Premio Arco Iris de la Asociación Nacional de Escritores Chinos a la mejor traducción literaria del año, el Premio a los Mejores Materiales Didácticos o el Premio a los Méritos en el Intercambio Cultural y Económico Hispano-Chino.
En 2019 fue nombrado doctor honoris causa por la Universidad a Distancia de Madrid (UDIMA) “por su sobresaliente y meritada trayectoria en la difusión del español a través de su larga carrera dedicada a la docencia y a la traducción, siendo un referente en la enseñanza de nuestro idioma y llevando a cabo la difusión de ‘El Quijote’ a millones de personas gracias a su traducción al idioma chino”.